# Люминесцентный солнечный концентратор
Люминесцентный солнечный концентратор (англ. luminescent solar concentrator, LSC) — люминесцентный концентратор, преобразующий электромагнитное излучение, в частности, солнечное излучение, в электрический ток. Люминесцентный солнечный концентратор собирает излучение со всей площади его поверхности, преобразует исходное излучение с помощью люминесценции (главным образом, флуоресценции) и направляет преобразованное излучение на фотоэлектрические элементы. Первый люминесцентный солнечный конденсатор был сконструирован Лернером в 1973.